# Благовещение (картина Яна ван Эйка)
«Благовещение» (нидерл. Annunciatie) — левая створка утраченного триптиха работы Яна ван Эйка. Один из «гвоздей» Национальной галереи искусства в Вашингтоне.
Картина происходит из знаменитого дижонского монастыря Шанмоль. В 1850 году куплена Николаем I у короля Нидерландов Виллема III, после чего переведена на холст. До продажи в апреле 1929 года находилась в собрании петербургского Эрмитажа.

## История создания
Работа была выполнена в период проживания в Брюгге, где в 1431 году художник купил дом и мастерскую, в которой работал до самой смерти. Створка  «Благовещение» являлась частью диптиха или триптиха, предназначавшегося в подарок герцогу Бургундии из династии Валуа — Филиппу Доброму. Свою работу Ян ван Эйк отправил в монастырь Шанмоль в Дижоне, что в те времена служил одновременно местом проведения церковных месс и столицей Герцогства Бургундия.

## Сюжет картины
Согласно Священному Писанию, Благовещение является особо важным событием в истории христианства, за которым последовала смена Заветов. После рождения Иисуса происходит прекращение действия законов Моисея («Sub Lege») и наступает эра — Sub Gratia («После Благодати»). Благодаря этому, сюжет благовещения является наиболее популярным мотивом для художественной живописи времен Возрождения. На рубеже XVI—XVII веков, эта сцена изображается не как реальная, а как мистическая и с сакральным символизмом. Именно эта идея была доминирующей и строго контролировалась католической церковью, поскольку на этот период пришлось движение контрреформации.
Ян ван Эйк детально передал самые мелкие детали, такие как интерьер храма и одежда архангела Гавриила. Дева Мария и Гавриил изображены таким образом, что их головы достигают капителий. С такими пропорциями в реальной жизни их рост был бы сопоставим с многометровыми великанами. Круговой обход колон за спиной Девы Марии может говорить о том, что действие происходит в алтаре и две фигуры святых являются видением священника. Метафорой передан блеск крыльев архангела Гавриила, которые отображают сияние Царства Небесного.